# Cinygma dimicki
Cinygma dimicki är en dagsländeart som beskrevs av Mcdunnough 1934. Cinygma dimicki ingår i släktet Cinygma och familjen forsdagsländor. Inga underarter finns listade i Catalogue of Life.